# Rownoje (Kaliningrad, Gwardeisk)
Rownoje (russisch Ровное, deutsch Romau) ist ein Ort in der russischen Oblast Kaliningrad. Er gehört zur kommunalen Selbstverwaltungseinheit Stadtkreis Gwardeisk im Rajon Gwardeisk.

## Geographische Lage
Rownoje liegt südlich des Pregel (russisch: Pregolja), vier Kilometer südöstlich der Rajonstadt Gwardeisk (Tapiau) und neun Kilometer westlich der ehemaligen Kreisstadt Snamensk (Wehlau), inmitten eines Gebietes mit zahlreichen Kiesseen. Durch den Ort verläuft die Regionalstraße 27A-025 (ex R508), in welche in Rownoje die Kommunalstraße 27K-362 von Rutschji (Bieberswalde) über (Adlig) Damerau (nicht mehr existent) einmündet. Die nächste Bahnstation ist Gwardeisk an der Bahnstrecke Kaliningrad–Tschernyschewskoje (Königsberg–Eydtkuhnen/Eydtkau) – Teilstück der einstigen Preußischen Ostbahn – zur Weiterfahrt nach Litauen und in das russische Kernland. Bis 1945 war das nähergelegene Imten (russisch nach 1945 Karjernoje, nicht mehr existent) die nächste Bahnstation an der jetzt nicht mehr betriebenen Kleinbahn zwischen Tapiau (Gwardeisk) und Friedland (Prawdinsk), betrieben von den Wehlau–Friedländer Kreisbahnen.

## Geschichte
Das Dorf Romau fand seine erste Erwähnung im Jahre 1394. Im Jahre 1874 kam die Landgemeinde Romau zum neu errichteten Amtsbezirk Bieberswalde (heute russisch: Rutschji) im Kreis Wehlau.
Im Jahre 1945 kam Romau in Kriegsfolge mit dem nördlichen Ostpreußen zur Sowjetunion. 1947 erhielt der Ort die russische Bezeichnung „Rownoje“ und wurde gleichzeitig dem Dorfsowjet Saretschinski selski Sowet im Rajon Gwardeisk zugeordnet. Seit etwa 1994 wurde Rownoje von Oserki aus verwaltet. Von 2005 bis 2014 gehörte der Ort zur Landgemeinde Snamenskoje selskoje posselenije und seither zum Stadtkreis Gwardeisk.

### Einwohnerentwicklung
| Jahr | Einwohner |
| ---- | --------- |
| 1910 | 232       |
| 1933 | 182       |
| 1939 | 196       |
| 2002 | 116       |
| 2010 | 114       |

## Kirche
Mit seinen überwiegend evangelischen Einwohnern war Romau bis 1945 in das Kirchspiel der Stadtkirche Tapiau (heute russisch: Gwardeisk) eingegliedert. Es gehörte zum Kirchenkreis Wehlau (Snamensk) in der Kirchenprovinz Ostpreußen der Kirche der Altpreußischen Union. In Gwardeisk besteht auch heute wieder neben einer russisch-orthodoxen Gemeinde (deren Gotteshaus die ehemalige Pfarrkirche ist) eine evangelisch-lutherische Gemeinde. Sie ist Filialgemeinde der Auferstehungskirche in Kaliningrad (Königsberg) in der Propstei Kaliningrad der Evangelisch-lutherischen Kirche Europäisches Russland.